# Скочов
Ско̀чов или Ско̀чув (на полски: Skoczów; на немски: Skotschau; на чешки: Skočov) е град в Южна Полша, Силезко войводство, Чешински окръг. Административен център е на градско-селската Скочовска община. Заема площ от 9,85 км2.

## Население
Според данни от полската Централна статистическа служба, към 1 януари 2014 г. населението на града възлиза на 14 741 души. Гъстотата е 1 497 души/км2.